# جوكار
جوكار (بالفارسية: جوکار) هي منطقة سكنية تقع في إيران في Jowkar District. يقدر عدد سكانها بـ 2,209 نسمة .